# واتارو هاتانو
واتارو هاتانو (羽多野渉 هاتانو واتارو) هو مؤدي أصوات ياباني ولد في 13 مارس 1982 في أساهي، ناغانو.

## أدواره في الأنمي

### مسلسلات أنمي تلفزيونية
- نادي مضيفي ثانوية أوران - ريتسو كاسانودا
- سول إيتر - هارفر د إكلير
- سول إيتر نوت! - هارفر د إكلير
- كاتاناغاتاري - مانيوا شيراساغي
- بازيليسك: لفائف نينجا كوغا - تشيكوما كوشيرو، كوغا دانجو (أيام الشباب)
- المقيم الأبدي - ماكوتو
- ريد غاردن - إميليو
- داركر ذان بلاك: المقاول الأسود - جان
- التنين الأزرق - Gustav
- سر هاروكا نوغيزاكا - يوتو أياسي
- نحو تيرا - سام هيوستون
- دي جرايمان - صائد جوائز
- خادم الصفر: فارس القمرين - هنري ستانفورد
- سفن غوست - هاروسي
- فايري تايل - غاجيل ريدفوكس
- ناروتو شيبودن - ياهيكو (أيام الطفولة), بطل حكاية النينجا الجريء
- غينتاما - سابورو هيراغا
- طوكيو ماغنيتود 8.0 - ريوتا كوساكابي
- بليتش - هاروتوكي
- كامينوميزو شيرو سيكاي 2 - يوتا
- تايغر آند باني - إدوارد
- الأرجوحة الطائرة - هيرومي ياسوكاوا
- أرشيف دانتاليان - الأخ غرانفيل الأكبر
- البدلة المتنقلة جاندام إيج - لارغان دريس
- جاندام بيلد دايفرز - أوغر
- ماغي: The Labyrinth of Magic - سبارتوس
- ماغي: The Kingdom of Magic - سبارتوس
- ماغي: مغامرات سندباد - ميستراس، سبارتوس
- أكاديمية ستيلا للفتيات قسم الثانوية نادي C3 - تشوجيرو
- فالفريف الثوري - تاكومي كيبوكاوا
- بلاسريتر - إيغور
- أص الديناري - تورو ماسكو
- هاماتورا - موراساكي
- رد:_هاماتورا - موراساكي
- وورلد بريك السيف المقدس - السير إدوارد لامبرد
- بطولات أرسلان - جاسوانت
- يوميريا - توموكازو ميكوني
- بونغو ستراي دوغز - موتوجيرو كاجي
- تيرافورمارز - إنريكي
- هندريد - فريتز غرانتز
- زيتاي كارين تشيلدرين - كين ماغواير، يو فوجيورا
- ذي أنليميتد: كيوسكي هيوبو - يو فوجيورا
- سيرفامب - شامروك
- موب سايكو 100 - تارو
- ماجيكيون! رينيسانس - روي أنجو
- دي جرايمان HALLOW - باك تشان
- يوري أون آيس - جيورجي بوبوفيتش
- شينوبي نوبوناغا - أودا نوبوناغا
- شينوبي نوبوناغا: إيسي وكانيغاساكي - أودا نوبوناغا
- شينوبي نوبوناغا: أنيغاوا وإيشياما - أودا نوبوناغا
- أكاديميتي للأبطال - هيتوشي شينسو
- بوبتيبيبيك - بيبيمي (غناء ذكر، الصوت الثاني)
- كابتن ماجد (2018) - مجد
- وكالة موهيو و روجي لمباحث الغرائب - بيج كلاوس
- فتيان سانريو - ناوكي سوغامي
- ملحمة غرانكريست - ميرزا كوتشيس
- هاكيو هوشين إنغي - كيهاكو يوكو
- فيت/إكسترا Last Encore - جوليوس هاروي
- ري لايف - كوشي أوسا
- دايف!! - ريكي أوشيما
- أكا: قسم التفتيش الخاص بالقطاع 13 - غروس
- يواموشي بيدال NEW GENERATION - ريوهو دانتشيكو
- يواموشي بيدال GLORY LINE - ريوهو دانتشيكو
- أنا من اليابان - هيدي
- حياة فودانشي في المدرسة الثانوية - ريو ساكاغوتش

### أنمي الإنترنت
- سيلور مون كريستال - كيرال

### أوفا أنمي
- سينت سيا: ذا لوست كانفاس - نيكرومانسر بياكو

### أفلام أنمي
- فايري تايل: حارسة العنقاء - غاجيل ريدفوكس

## أدواره في ألعاب الفيديو
- سلسلة ألعاب ستريت فايتر
  - ستريت فايتر IV - روفوس
  - سوبر ستريت فايتر IV - روفوس
  - سوبر ستريت فايتر IV آركيد إديشن - روفوس
  - ألترا ستريت فايتر IV - روفوس
- فاينل فانتسي XIII - يوج
- تيلز أوف ليجنديا - بوبو
- جوجوز بيزار أدفنتشر: أول ستار باتل - جوسكي هيغاشيكاتا (الماس لا ينكسر)
- جوجوز بيزار أدفنتشر: آيز أوف هيفن - جوسكي هيغاشيكاتا (الماس لا ينكسر)
- فيت/إكسترا - جوليوس هاروي

## أدواره في الدبلجة اليابانية
- جاك: التنين الخارق - بطاطا
- باتمان: الجرأة و الشجاعة - بلاك لايتنينغ

## وصلات خارجية
- واتارو هاتانو على موقع IMDb (الإنجليزية)
- واتارو هاتانو على موقع ميوزك برينز (الإنجليزية)
- واتارو هاتانو على موقع ديسكوغز (الإنجليزية)
- واتارو هاتانو على موقع قاعدة بيانات الفيلم (الإنجليزية)
- واتارو هاتانو على موقع ANN person (الإنجليزية)